# Georg Peter Landmann
Georg Peter Landmann (* 11. März 1905 in Basel; † 1. März 1994 ebenda) war ein Schweizer Klassischer Philologe, Übersetzer und Gymnasiallehrer.

## Leben
Georg Peter Landmann war ein Sohn des Nationalökonomen Julius Landmann und der Philosophin Edith Landmann. Sein Bruder war der Philosoph Michael Landmann. Seine Eltern zählten zu den Freunden Stefan Georges und hatten Kontakt zum George-Kreis.
Er studierte Klassische Philologie an der Universität Basel, wo er 1930 promoviert wurde. Er war als Gymnasiallehrer für Latein und Griechisch am Humanistischen Gymnasium in Basel tätig. Hervorgetreten ist er vor allem als Übersetzer zahlreicher antiker Werke (Homer, Thukydides) und der Göttlichen Komödie von Dante sowie durch Schriften zu Stefan George.

## Übersetzungen
- Thukydides. Die Totenrede des Perikles. Übertragen, mit einem Geleitwort von Ernesto Grassi (= Überlieferung und Auftrag, Reihe Texte: Band 1). Francke, Bern 1945.
- Thukydides. Geschichte des Peloponnesischen Krieges.  Eingeleitet und übertragen (= Bibliothek der Alten Welt, Griechische Reihe). Artemis, Zürich 1960, 2., überarbeitete Auflage 1976.
- Thukydides. Die Heerfahrt der Athener nach Sizilien. Hrsg. und übertragen (= Lebendige Antike). Artemis Verlag, Zürich 1963.
- Thukydides. Geschichte des Peloponnesischen Krieges. Übers. und mit einem Essay 'Zum Verständnis des Werkes', Anmerkungen und Register hrsg. (= Rowohlts Klassiker der Literatur und der Wissenschaft. Band 100/102). Rowohlt, Reinbek 1962, DNB 455059764.
- Thukydides. Geschichte des Peloponnesischen Krieges. Herausgegeben und übertragen. Deutscher Taschenbuch Verlag, München 1973 (unveränderter Nachdruck der 2., überarbeiteten Auflage 1976 im Artemis Verlag).
- Thukydides. Der Peloponnesische Krieg (= Sammlung Tusculum). 2 Bde. Artemis & Winkler, München 1993.
- Das Gedicht vom Kriege. Homers Ilias. Textübertragungen aus dem Griechischen durch den Autor. Carl Winter, Heidelberg 1992.